# Bad Münster am Stein-Ebernburg
Bad Münster am Stein-Ebernburg é uma cidade da Alemanha localizada no distrito (Kreis ou Landkreis) de Bad Kreuznach, na associação municipal de Verbandsgemeinde Bad Münster am Stein-Ebernburg, no estado da Renânia-Palatinado.